# Kalisapu (Gunungjati)
Kalisapu is een bestuurslaag in het regentschap Cirebon van de provincie West-Java, Indonesië. Kalisapu telt 3812 inwoners (volkstelling 2010).